# 組織文化
組織文化（そしきぶんか）とは経営学用語の一つ。これは経営されている組織において、構成員の間で共有されている行動原理や思考様式などのことを言う。組織に存在している個々の構成員の価値観が融合されるということで組織文化が形作られていくということである。企業においての組織文化というのは、創業者による経営理念が示されているということから、それに賛同して集まった従業員によって形作られている。つまり経営理念が従業員のモチベーションとなり、それが組織文化を形作っているということである。だが企業の中には時代の流れとともに組織文化が変化をしていき、経営理念が飾りとなっているようなところも存在する。